# Liste der Baudenkmäler in Kipfenberg
Auf dieser Seite sind die Baudenkmäler in dem oberbayerischen Markt Kipfenberg zusammengestellt. Diese Tabelle ist eine Teilliste der Liste der Baudenkmäler in Bayern. Grundlage ist die Bayerische Denkmalliste, die auf Basis des Bayerischen Denkmalschutzgesetzes vom 1. Oktober 1973 erstmals erstellt wurde und seither durch das Bayerische Landesamt für Denkmalpflege geführt wird. Die folgenden Angaben ersetzen nicht die rechtsverbindliche Auskunft der Denkmalschutzbehörde.

## Ensembles

### Ensemble Ortskern Arnsberg

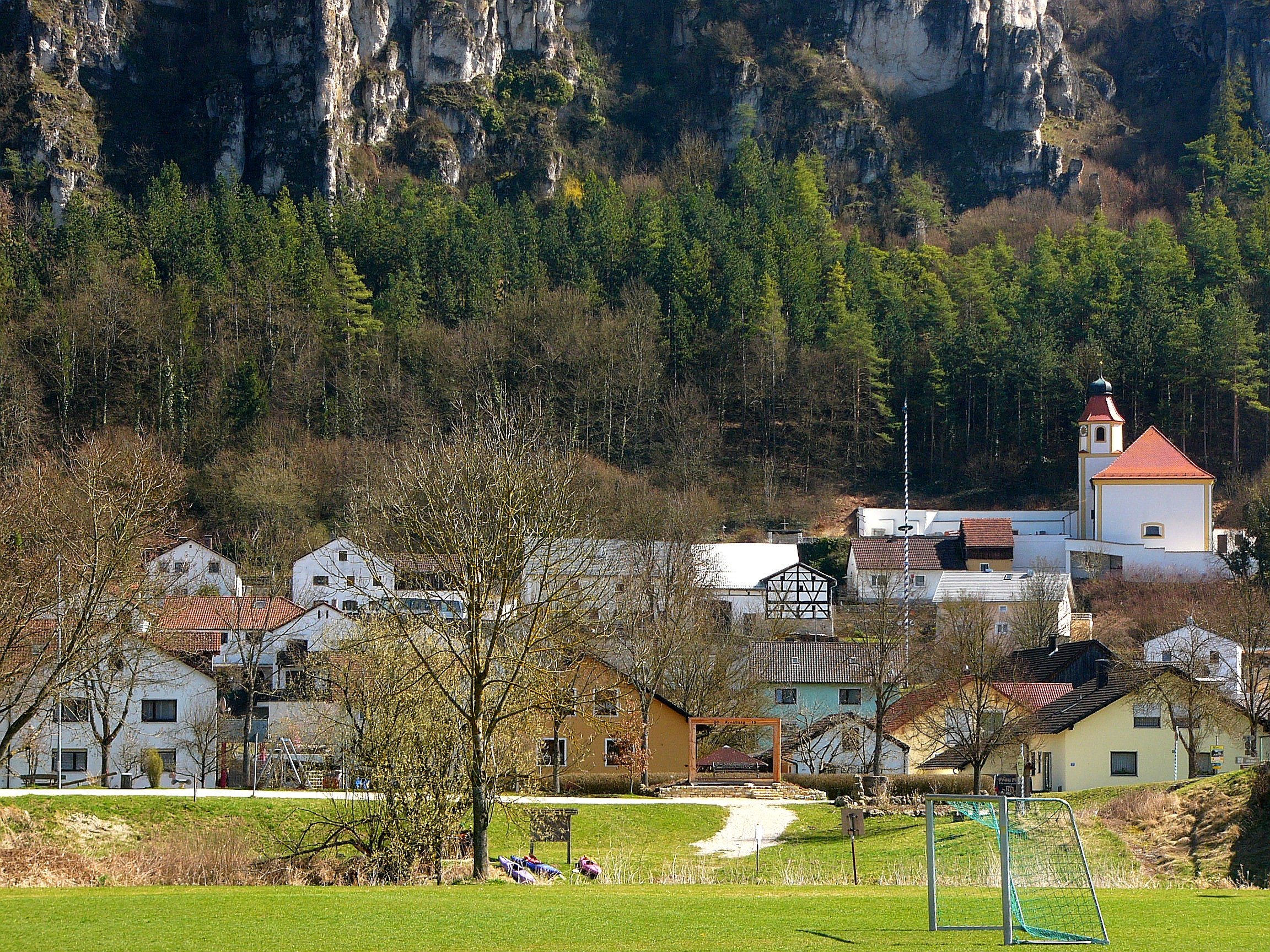

Das Ensemble umfasst den kleinen Marktbereich des über der Altmühl gelegenen Ortes in den Grenzen der ehemaligen Marktbefestigung und den Bezirk der 1087 zuerst erwähnten Burg, deren Befestigungsanlagen mit denen des Marktes verbunden waren.
Aktennummer: E-1-76-138-2

### Ensemble Ortskern Kipfenberg

Das Ensemble umfasst den kleinen Marktort im Altmühltal in den Grenzen der in geringen Resten erhaltenen ehemaligen Marktbefestigung und darüber hinaus den unmittelbar an diesen Ortskern sich anschließenden historisch bebauten Bereich mit dem gesamten Burgbezirk. Die Gebäude stammen meist aus dem späten 16. bis frühen 19. Jahrhundert; es tritt sowohl der fränkische Haustyp mit Steilgiebel, teils mit Steherker, wie auch der historische Haustyp des Altmühljura-Gebietes mit Flachsatteldach, ehemals mit Kalkplatten gedeckt, auf; diese unterschiedliche Dachlandschaft ist charakteristisch für Kipfenberg.
Aktennummer: E-1-76-138-1

### Ensemble Römerkastell Böhming

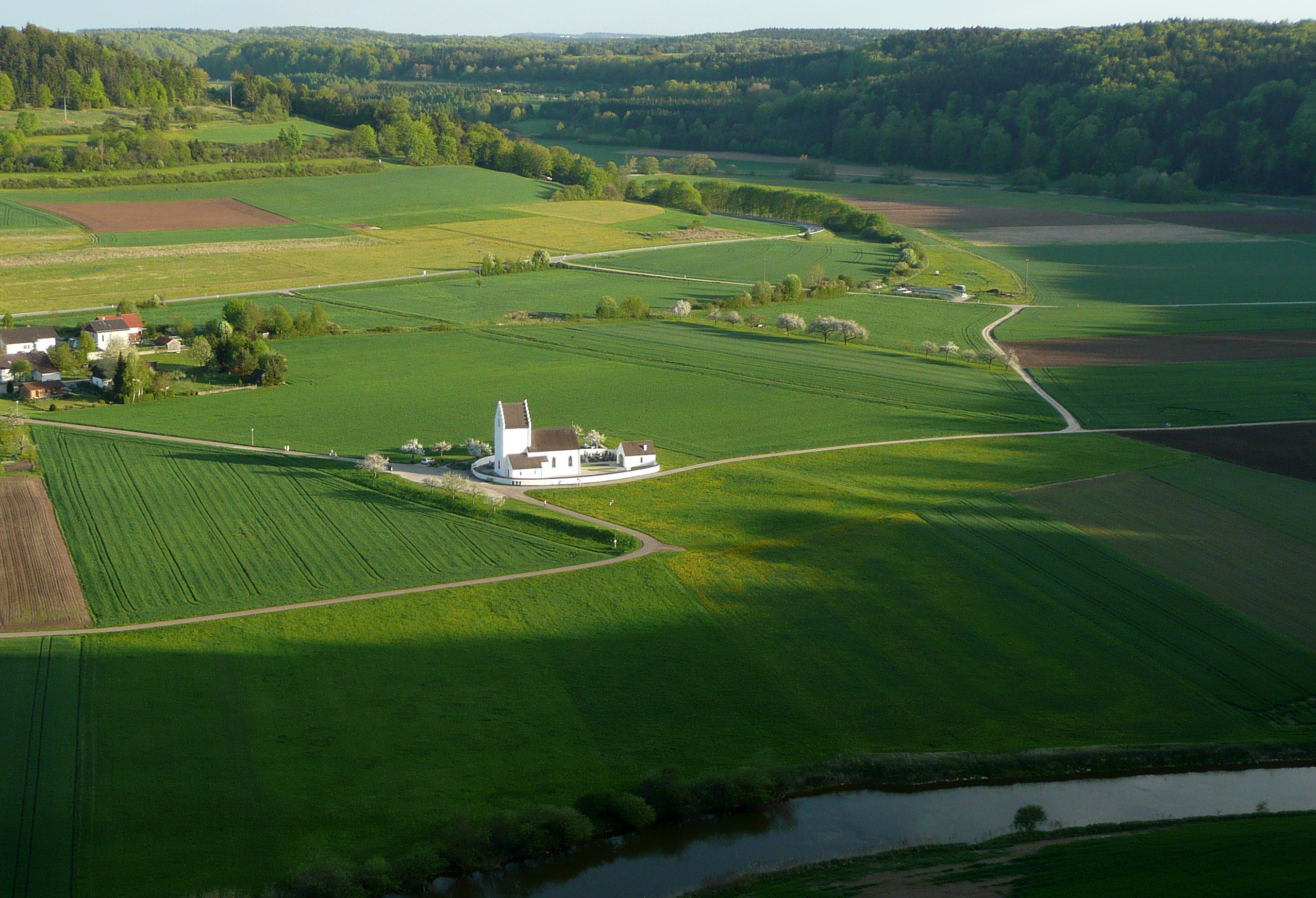

Das Ensemble umfasst das abseits des Dorfes Böhming in den Altmühlauen gelegene, in den Grenzen der restlichen Umwallung noch erkennbare römische Kastell, in dessen Bereich sich die auf das hohe Mittelalter zurückgehende Kirche St. Johann Baptist mit dem Friedhof und dem Mesnerhaus erhebt.
Aktennummer: E-1-76-138-3

### Ensemble Wallfahrtskirche Hl. Kreuz mit Umgebung

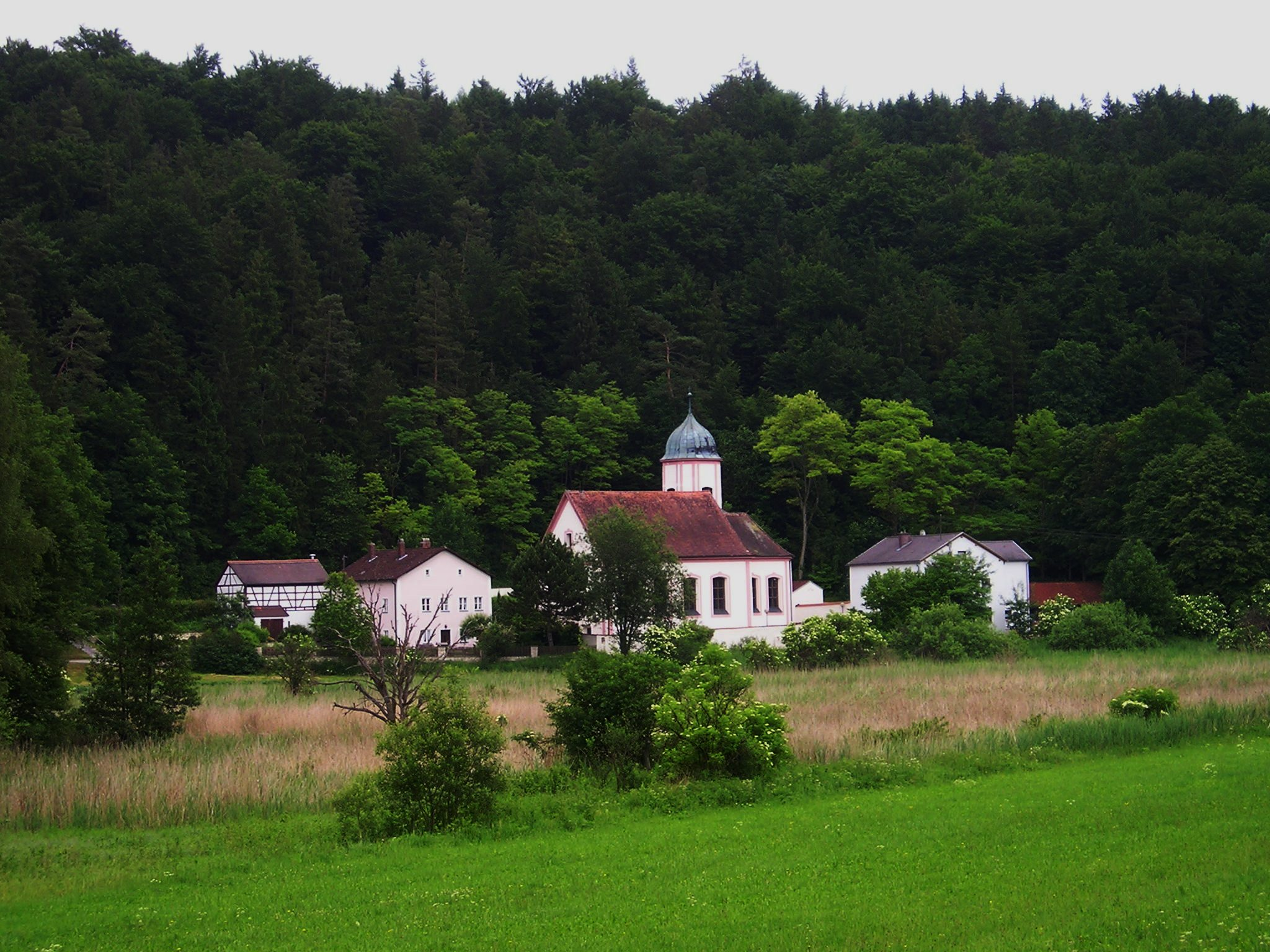

Das Ensemble umfasst die kleine, von einem Friedhof umgebene barocke Wallfahrtskirche Hl. Kreuz, von Domenico Barbieri 1756/57 im Wiesengrund des Schambachtals errichtet, und die sich zuordnenden Bauten von Pfarrhof und ehemaliger Schule.
Aktennummer: E-1-76-138-4

## Marktbefestigungen

### Befestigung von Kipfenberg
| Lage                                  | Objekt           | Beschreibung                                               | Akten-Nr.              | Bild             |
| ------------------------------------- | ---------------- | ---------------------------------------------------------- | ---------------------- | ---------------- |
| an der Südseite der Kirche (Standort) | Marktbefestigung | Teile der mittelalterlichen Mauerzüge, 13./16. Jahrhundert | D-1-76-138-21 Wikidata | Marktbefestigung |

### Befestigung vonArnsberg
| Lage                   | Objekt           | Beschreibung                                                                                        | Akten-Nr.              | Bild             |
| ---------------------- | ---------------- | --------------------------------------------------------------------------------------------------- | ---------------------- | ---------------- |
| Torstraße (Standort)   | Marktbefestigung | Reste der Marktbefestigung, im Kern wohl spätmittelalterlich; vgl. auch Ensemble Ortskern Arnsberg. | D-1-76-138-51 Wikidata | Marktbefestigung |
| Torstraße 9 (Standort) | Markttor         | im Kern wohl spätmittelalterlich.                                                                   | D-1-76-138-47 Wikidata | Markttor         |

## Baudenkmäler nach Ortsteilen

### Kipfenberg
| Lage                                                    | Objekt                                                      | Beschreibung | Akten-Nr.               | Bild                                                        |
| ------------------------------------------------------- | ----------------------------------------------------------- | --- | ----------------------- | ----------------------------------------------------------- |
| Am Bahndamm (Standort)                                  | Scheune                                                     | dreizoniger Fachwerkstadel traufseitig erschlossen, mit Kalkplattendach, Lüftungsluken, erste Hälfte 19. Jahrhundert. | D-1-76-138-14 Wikidata  | Scheune                                                     |
| Auf dem Michaelsberg (Standort)                         | Ehemalige Michaelskapelle                                   | Teile der Umfassungsmauern von Chor und Langhaus, im Kern mittelalterlich, 1819 größtenteils abgebrochen; auf der Bergzunge des Michelsbergs. | D-1-76-138-42 Wikidata  | weitere Bilder                                              |
| Bäreneichet (Standort)                                  | Bildstock                                                   | Kalksteinpfeiler mit vierseitigem Bildtabernakel, Helmdach und Kugel, kartuschenförmige Stifterinschrift, bezeichnet mit dem Jahr 1617. | D-1-76-138-36 Wikidata  | weitere Bilder                                              |
| Burg 1 (Standort)                                       | Burg                                                        | Burg Kipfenberg; Anlage des 12./13. Jahrhundert, seit 1301 im Besitz der Eichstätter Bischöfe, später Pflegamtssitz, Abbruch bis auf den Bergfried, die Kapelle, den Hexenturm, Teile des Berings und Bauten der Vorburg, um 1836, 1850 und 1869, Neubauten und Erneuerungen nach Plänen von Bodo Ebhardt, um 1914–25; Vorburg: spätmittelalterliche Befestigungsmauer; südwestlich neuzeitliches Torhaus mit Flachsatteldach und Steinwappen von 1581, 19./20. Jahrhundert; erdgeschossiger, dreiflügeliger Ökonomiehof mit Kalkplattendach, nordöstlicher Flügel mit Fachwerkobergeschoss, heute Bajuwarenmuseum, bezeichnet mit dem Jahr 1580, im 19. Jahrhundert erneuert. Hauptburg: Zwingermauer im Süden und Osten, 13./14. Jahrhundert; südlich vorgelagerter Torbau mit Steinwappen, 13./14. Jahrhundert, erste Hälfte 17. Jahrhundert, wiedererrichtet 1914–1925; quadratischer Bergfried mit Satteldach, 12./13. Jahrhundert, Treppengiebel, wohl um 1703; um dem Bergfried gelagerte Wohnbauten, 1914–1925; Kapelle westlich auf Felsnase, 15. Jahrhundert, wiederhergestellt 1924; gotischer Zwingerturm im Osten; dreigeschossiger sogenannter Hexenturm im Nordosten, 12./13. Jahrhundert; südlich davon quadratischer, zweigeschossiger, mittelalterlicher Turm, wiedererrichtet nach 1914, heute Kapelle (?). | D-1-76-138-6 Wikidata   | weitere Bilder                                              |
| Burgstraße 5 (Standort)                                 | Wohnhaus                                                    | zweigeschossiger Massivbau mit hohem Kniestock und Flachsatteldach, Fachwerkgiebel, erste Hälfte 19. Jahrhundert. | D-1-76-138-4 Wikidata   | Wohnhaus                                                    |
| Eichstätter Straße (Standort)                           | Katholische Kirche St. Georg                                | kleiner Saalbau mit Steildach und Dachreiter, eingezogener, gerade geschlossener Chor, im Kern mittelalterlich, im späten 16. Jahrhundert erneuert, Fresko Hl. Georg, eingelassene Grabsteine in Süd- und Ostmauer, 17./19. Jahrhundert; mit Ausstattung | D-1-76-138-15 Wikidata  | weitere Bilder                                              |
| Eichstätter Straße (am Aufgang zum Friedhof) (Standort) | Bildstock                                                   | Kalksteinpfeiler mit vierseitigem Bildtabernakel, Walmdach, Kugel und Kreuz, Stifterinschrift, bezeichnet mit dem Jahr 1613 | D-1-76-138-10 Wikidata  | weitere Bilder                                              |
| Eichstätter Straße (bei Nr. 13) (Standort)              | Wegkapelle                                                  | kleiner Putzbau mit Satteldach, Ziergiebel mit Blindnische, wohl Anfang 19. Jahrhundert; mit Ausstattung | D-1-76-138-9 Wikidata   | Wegkapelle                                                  |
| Eichstätter Straße 1 (Standort)                         | Wohn- und Geschäftshaus                                     | zweigeschossiger Massivbau mit hohem Kniestock und Flachsatteldach, im Kern 18./19. Jahrhundert, neubarocke Putzgliederung, um 1900. | D-1-76-138-7 Wikidata   | Wohn- und Geschäftshaus                                     |
| Försterstraße 1 (Standort)                              | Wohnhaus                                                    | schmaler zweigeschossiger länglicher Baukomplex mit Steildach, aus zwei Gebäuden bestehend, Reliefstein im Giebel, im Kern wohl 16./17. Jahrhundert, Treppengiebel 19. Jahrhundert. | D-1-76-138-11 Wikidata  | Wohnhaus                                                    |
| Frankenring (Standort)                                  | Zehntstadel                                                 | Stadel des ehem. fürstbischöflichen Pflegamtes und späteren Landgerichts, unverputzter Bruchsteinbau, zweigeschossig mit Kniestock und Kalkplattendach, 16./17. Jh., Dachwerk, um 1734/35. | D-1-76-138-135 Wikidata | weitere Bilder                                              |
| Geißberg 3 (Standort)                                   | Pfarrhaus                                                   | zweigeschossiger Walmdachbau mit Zwerchgiebel, barocke Putzgliederung, 1726. | D-1-76-138-18 Wikidata  | weitere Bilder                                              |
| Geißberg 15 (Standort)                                  | Katholische Pfarrkirche Mariä Himmelfahrt                   | Saalkirche mit eingezogenem Chor und Steildach, um 1460/80, Neubau mit Dachreiterturm 1624, barockisiert 1760/70; mit Ausstattung; Ölbergkapelle, 17. Jahrhundert; mit Ausstattung. | D-1-76-138-20 Wikidata  | weitere Bilder                                              |
| Kipfenberger Forst (Standort)                           | Wegkreuz                                                    | Corpus, 18./19. Jahrhundert; an der Straße nach Gelbelsee, oberhalb von Burg Kipfenberg. | D-1-76-138-43 Wikidata  | weitere Bilder                                              |
| Marktplatz (Standort)                                   | Limes-Gedenkstein                                           | Gedenkstein zur Erinnerung an den Limes, bezeichnet mit dem Jahr 1861, erneuert, 21. Jahrhundert. | D-1-76-138-23 Wikidata  | weitere Bilder                                              |
| Marktplatz 1 (Standort)                                 | Gasthof                                                     | zweigeschossiger Giebelbau mit Flachsatteldach, mit kurzem traufseitig angeschlossenem zweigeschossigem Flügel, Treppengiebel, im Kern Fachwerkbau, 17./18. Jahrhundert. | D-1-76-138-24 Wikidata  | weitere Bilder                                              |
| Marktplatz 2 (Standort)                                 | Rathaus                                                     | Ehemaliges fürstbischöfliches Pflegamt, heute Rathaus, dreigeschossiger Giebelbau mit Steildach, Ende 16. Jahrhundert, Putzgliederung, 19. Jahrhundert. | D-1-76-138-25 Wikidata  | weitere Bilder                                              |
| Marktplatz 3 (Standort)                                 | Bürgerhaus                                                  | zweigeschossiger Giebelbau mit Steildach, Putzgliederung, 17. Jahrhundert. | D-1-76-138-26 Wikidata  | weitere Bilder                                              |
| Marktplatz 8 (Standort)                                 | Gasthof                                                     | zweigeschossiger freistehender Flachsatteldachbau, mit reichem Fachwerk in Giebel und Obergeschoss, Steherker mit Walmdach, 18. Jahrhundert. | D-1-76-138-28 Wikidata  | weitere Bilder                                              |
| Marktplatz 16 (Standort)                                | Gasthaus                                                    | dreigeschossiger Eckbau mit Krüppelwalmdach, 17. Jahrhundert. | D-1-76-138-30 Wikidata  | Gasthaus                                                    |
| Marktplatz 18 (Standort)                                | Wohnhaus                                                    | dreigeschossiger Steilgiebelbau, Putzgliederung, im Kern 17. Jahrhundert, Erdgeschoss mit Ladengeschäft, 19./20. Jahrhundert. | D-1-76-138-32 Wikidata  | Wohnhaus                                                    |
| Marktplatz 19, 20 (Standort)                            | Ehemaliger Brauereigasthof Krone                            | seit 2006 Bürger- und Kulturzentrum, zweiteiliger Baukomplex; ehemaliger Gasthof, zweigeschossiger Steilgiebelbau mit dreigeschossigem Steherker, Dachstuhl dendrochronologisch datiert 1543/44, Bohlenbalkendecke im Obergeschoss dendrochronologisch datiert 1549, im 18. Jahrhundert überformt, nördlich in gleicher Traufhöhe anschließend ehemaliger Speicher- und Ökonomiebau, heute Theater- und Festsaal, zweigeschossiger Steilgiebelbau, ausgebaut 1924 (bezeichnet mit dem Jahr); ehemaliges Brauhaus, zweigeschossiger Steilgiebelbau, wohl 17. /18. Jahrhundert, nordöstlich zurückgesetzt. | D-1-76-138-33 Wikidata  | weitere Bilder                                              |
| Michelsberg (Standort)                                  | Befestigungsanlage                                          | mittelalterliche Mauerteile; auf der Bergzunge des Michaelsbergs | D-1-76-138-140 Wikidata | weitere Bilder                                              |
| Schwedengasse 8 (Standort)                              | Wohnhaus                                                    | kleiner zweigeschossiger Fachwerkbau mit geschlepptem Satteldach, wohl 18. Jahrhundert. | D-1-76-138-38 Wikidata  | weitere Bilder                                              |
| Torbäckgäßchen 1 (Standort)                             | Ehemaliges Torwärterhaus des ehemaligen Beilngriesener Tors | heute Faßnachtsmuseum, kleiner zweigeschossiger Steildachbau mit Fachwerkgiebel und Uhrtürmchen, 16./17. Jahrhundert. | D-1-76-138-39 Wikidata  | Ehemaliges Torwärterhaus des ehemaligen Beilngriesener Tors |

### Arnsberg
| Lage                         | Objekt                                 | Beschreibung | Akten-Nr.              | Bild           |
| ---------------------------- | -------------------------------------- | --- | ---------------------- | -------------- |
| Am Zehentstadel 2 (Standort) | Ehemaliger Zehentstadel                | zweigeschossiger Steilgiebelbau, bezeichnet mit dem Jahr 1599, großes Hoftor und Reliefstein an der Südwestseite. | D-1-76-138-56 Wikidata | weitere Bilder |
| Bräugasse 2 (Standort)       | Bauernhaus                             | zweigeschossiger Massivbau mit hohem Kniestock und Fachwerkgiebel, 18. Jahrhundert. | D-1-76-138-49 Wikidata | Bauernhaus     |
| Einöd (Standort)             | Kapelle                                | kleiner Putzbau mit Fassadengliederung und Steildach, um 1700; an der Straße nach Gungolding. | D-1-76-138-59 Wikidata | weitere Bilder |
| Einöd (Standort)             | Bildstock                              | 19. Jahrhundert; am Waldrandweg nach Böhming, im Gebiet Einöde. | D-1-76-138-61 Wikidata | Bildstock      |
| Meierfeld (Standort)         | Eisenkruzifix auf Kalksteinpfeiler     | bezeichnet mit dem Jahr 1897; am Feldweg nach Böhming in der Nähe des Sportplatzes. 9.5.2021: vor Ort nicht aufgefunden; offensichtlich durch neuen Bildstock ersetzt                                                      | D-1-76-138-60 Wikidata | BW             |
| Sebastiansgasse 2 (Standort) | Ehemaliges Gasthaus                    | jetzt Wohnhaus, zweigeschossiger langgestreckter Massivbau mit Flachsatteldach, Türgewände mit Oberlicht und Haustür, bezeichnet mit dem Jahr 1791; Fachwerkstadel auf Bruchsteinsockel, Ende 17./ Anfang 18. Jahrhundert. | D-1-76-138-53 Wikidata | weitere Bilder |
| Sebastiansgasse 4 (Standort) | Katholische Filialkirche St. Sebastian | Saalbau mit wenig eingezogenem Chor und Walmdach, nach Plänen von Maurizio Pedetti, 1770, Turmaufbau auf spätgotischem Kern (1459?); mit Ausstattung                                                                       | D-1-76-138-45 Wikidata | weitere Bilder |
| Torstraße 8 (Standort)       | Bauernhof                              | zweigeschossiges Wohnstallhaus, flaches Satteldach geschleppt, zum Teil mit Fachwerk, Erker, 18. Jahrhundert; Fachwerkstadel, 18. Jahrhundert.                                                                             | D-1-76-138-55 Wikidata | weitere Bilder |
| Torstraße 9 (Standort)       | Wohnhaus                               | zweigeschossiger Fachwerkbau auf Steinsockel mit flachem Satteldach, 18. Jahrhundert, nördlich angebaut Markttor (siehe Marktbefestigung)                                                                                  | D-1-76-138-47 Wikidata | weitere Bilder |

### Attenzell
| Lage                           | Objekt                              | Beschreibung                                                                                | Akten-Nr.              | Bild           |
| ------------------------------ | ----------------------------------- | ------------------------------------------------------------------------------------------- | ---------------------- | -------------- |
| Jurastraße 4 (Standort)        | Fachwerkscheune mit Kalkplattendach | erste Hälfte 19. Jahrhundert.                                                               | D-1-76-138-63 Wikidata | weitere Bilder |
| Jurastraße 8 (Standort)        | Ehemaliger Zehentstadel             | zweigeschossiger Massivbau mit Satteldach, 17./18. Jahrhundert.                             | D-1-76-138-62 Wikidata | weitere Bilder |
| Kapellenfeld (Standort)        | Kapelle                             | Rechteckbau mit Satteldach, profiliertes Kranzgesims, um 1900; an der Straße nach Arnsberg. | D-1-76-138-65 Wikidata | weitere Bilder |
| St.-Konrad-Straße 2 (Standort) | Fachwerkscheune mit Kalkplattendach | traufseitig erschlossen, wohl erste Hälfte 19. Jahrhundert.                                 | D-1-76-138-64 Wikidata | weitere Bilder |

### Biberg
| Lage                         | Objekt                               | Beschreibung | Akten-Nr.               | Bild           |
| ---------------------------- | ------------------------------------ | --- | ----------------------- | -------------- |
| Dorfstraße 20 (Standort)     | Fachwerkscheune mit Kalkplattendach  | giebelseitig erschlossen, wohl noch 18. Jahrhundert. | D-1-76-138-68 Wikidata  | weitere Bilder |
| Dorfstraße 22 (Standort)     | Zehentstadel                         | Scheune, rechteckiger Massivbau mit Kniestock und Kalkplattendach, Giebel in Fachwerkbauweise, wohl Mitte 18. Jahrhundert. | D-1-76-138-67 Wikidata  | weitere Bilder |
| Dorfstraße 24 (Standort)     | Katholische Filialkirche St. Andreas | Saalbau mit Steildach, spätmittelalterlicher Kern, Turmobergeschoss, Ende 18. Jahrhundert; mit Ausstattung | D-1-76-138-66 Wikidata  | weitere Bilder |
| Kirchplatz 1 (Standort)      | Ehemaliges Kleinbauernhaus           | zweigeschossig Satteldachbau mit ausgebautem Fachwerk-Kniestock und Kalkplattendach, im Kern um 1758/59 (dendrochronologisch datiert), nach Osten und Norden verlängert, 1853, traufseitig zur Kirchhofmauer erweitert, um 1900. | D-1-76-138-139 Wikidata | weitere Bilder |
| Kruter Straße (Standort)     | Wegkreuz                             | Figuren wohl barock; an der Straße Kipfenberg - Ingolstadt. | D-1-76-138-72 Wikidata  | weitere Bilder |
| Schelldorfer Feld (Standort) | Kreuzstein                           | wohl spätmittelalterlich; am Weg nach Schelldorf. 18.9.2021: vor Ort nicht aufgefunden | D-1-76-138-71 Wikidata  | BW             |

### Birkthalmühle
| Lage                  | Objekt                 | Beschreibung | Akten-Nr.              | Bild           |
| --------------------- | ---------------------- | --- | ---------------------- | -------------- |
| Birktal (Standort)    | Kapelle                | kleiner Putzbau mit Steildach und Lourdesgrotte, 20. Jahrhundert; an der Straße nach Krut.                         | D-1-76-138-75 Wikidata | weitere Bilder |
| Birktal 1 (Standort)  | Ehemaliger Bauernhof   | erdgeschossiger Bau mit Steildach und Fachwerkgiebel, 18. Jahrhundert; Stadel mit Fachwerkgiebel, 18. Jahrhundert. | D-1-76-138-73 Wikidata | weitere Bilder |
| Im Birktal (Standort) | Kapelle Mater Dolorosa | Ende 19. Jahrhundert, versetzt, 1967; mit Ausstattung                                                              | D-1-76-138-74 Wikidata | weitere Bilder |

### Böhming
| Lage                     | Objekt                                           | Beschreibung | Akten-Nr.              | Bild                               |
| ------------------------ | ------------------------------------------------ | --- | ---------------------- | ---------------------------------- |
| Altmühlweg 4 (Standort)  | Sühnekreuz                                       | mittelalterlich; bei Haus Altmühlweg 4. | D-1-76-138-79 Wikidata | weitere Bilder                     |
| Bruckwiesen (Standort)   | Wegkreuz                                         | Eisenkruzifix auf Steinsockel, 19. Jahrhundert; nordwestlich von Böhming, am Feldweg links der Altmühl. | D-1-76-138-82 Wikidata | Wegkreuz                           |
| Das Ebnet (Standort)     | Schermer-Kapelle                                 | Bildstock, syn. Bildsäule, syn. Bildhäuschen, syn. Ehrensäule, Kapellenbildstock, gemauert, mit Konradsbild, 19. Jahrhundert; am östlichen Waldrand Richtung Kipfenberg.                                              | D-1-76-138-80 Wikidata | weitere Bilder                     |
| Kesselschlag (Standort)  | Familie-Bierl-Bildstock                          | Bildstock, syn. Bildsäule, syn. Bildhäuschen, syn. Ehrensäule, Kapellenbildstock, 19./20. Jahrhundert, Nischenbild durch Mutter-Gottes-Statue in jüngerer Zeit ersetzt; am Waldweg nach Arnsberg.                     | D-1-76-138-81 Wikidata | weitere Bilder                     |
| Kirchweg 5 (Standort)    | Ehemaliges Mesnerhaus                            | zweigeschossiger Bau mit Kalkplattendach, Erdgeschoss im Kern nach 1675, Fachwerkobergeschoss, 1774/75 (dendrochronologisch datiert).                                                                                 | D-1-76-138-77 Wikidata | Ehemaliges Mesnerhaus              |
| Kirchweg 7 (Standort)    | Katholische Filialkirche St. Johannes der Täufer | Saalbau mit Steildach, Chorturmanlage aus den Steinen des ehemaligen römischen Kastells errichtet, 1182, Neubau, 15. Jahrhundert, Langhaus neugotisch, 1871; mit Ausstattung; mit Kirchhofmauer, 17./18. Jahrhundert. | D-1-76-138-76 Wikidata | weitere Bilder                     |
| Wirtsstraße 3 (Standort) | Ehemaliges Austragshaus (Korbhaus)               | kleiner Fachwerkbau, mit Außentreppe und Traufenlaube, 1710. | D-1-76-138-78 Wikidata | Ehemaliges Austragshaus (Korbhaus) |

### Buch
| Lage                       | Objekt                | Beschreibung | Akten-Nr.              | Bild           |
| -------------------------- | --------------------- | --- | ---------------------- | -------------- |
| Am Mühlweg (Standort)      | Bildstock             | Ende 19. Jahrhundert; am nördlichen Ortsausgang.                                                                       | D-1-76-138-85 Wikidata | weitere Bilder |
| Sebastistraße 9 (Standort) | Kapelle St. Sebastian | kleiner Saalbau mit Steildach und Dachreiter, zwei Fensterachsen, Putzgliederung, 19./20. Jahrhundert; mit Ausstattung | D-1-76-138-83 Wikidata | weitere Bilder |

### Dunsdorf
| Lage                         | Objekt                              | Beschreibung                                                                        | Akten-Nr.              | Bild           |
| ---------------------------- | ----------------------------------- | ----------------------------------------------------------------------------------- | ---------------------- | -------------- |
| Altenberger Weg 2 (Standort) | Wirtschaftsgebäude                  | hakenförmiger, massiver Bau, mit Kalkplattendach, erste Hälfte 19. Jahrhundert.     | D-1-76-138-87 Wikidata | weitere Bilder |
| Kapellenstraße 1 (Standort)  | Kapelle                             | wohl erste Hälfte 19. Jahrhundert; an der Abzweigung Biberg.                        | D-1-76-138-88 Wikidata | weitere Bilder |
| Ölbuckel (Standort)          | Grenzstein                          | bezeichnet mit dem Jahr 1615, 2003 erneuert; an der Grenze zum Staatswald.          | D-1-76-138-89 Wikidata | weitere Bilder |
| Ortsstraße 19 (Standort)     | Katholische Filialkirche St. Martin | Saalbau mit Steildach, Chorturm, Mitte 16. /Anfang 17. Jahrhundert; mit Ausstattung | D-1-76-138-86 Wikidata | weitere Bilder |

### Grösdorf
| Lage                                 | Objekt                             | Beschreibung | Akten-Nr.              | Bild           |
| ------------------------------------ | ---------------------------------- | --- | ---------------------- | -------------- |
| Altmühlstraße 19 (Standort)          | Ehemalige Untermühle               | Wohnhaus, zweigeschossiger breitgelagerter Flachsatteldachbau, 18. Jahrhundert.                                                                              | D-1-76-138-93 Wikidata | weitere Bilder |
| Am Grünen Topf (Standort)            | Bildstock                          | quaderförmiger reliefierter Steinpfeiler mit haubenförmigem Aufsatz, bezeichnet mit dem Jahr 1622.                                                           | D-1-76-138-96 Wikidata | weitere Bilder |
| Am Grünen Topf 8 (Standort)          | Bauernhaus                         | zweigeschossiger Bau mit reichem Fachwerkobergeschoss und Kalkplattendach, wohl noch 18. Jahrhundert.                                                        | D-1-76-138-94 Wikidata | weitere Bilder |
| Am Grünen Topf 10 (Standort)         | Ehemalige Mittelmühle              | freistehender, zweigeschossiger Massivbau mit Satteldach, Fachwerkfassade, im Kern 17./18. Jahrhundert, modern überformt, 21. Jahrhundert.                   | D-1-76-138-95 Wikidata | weitere Bilder |
| Engelgrösdorfer Straße (Standort)    | Kapelle St. Salvator               | kleiner im Kern spätgotischer Saalbau mit Satteldach, zwei Fensterachsen, halbrunder Abschluss, 1614.                                                        | D-1-76-138-91 Wikidata | weitere Bilder |
| Engelgrösdorfer Straße 11 (Standort) | Katholische Pfarrkirche St. Martin | kleiner Saalbau mit Steildach, eingezogenem Chor mit Fünfachtelschluss, 1464–1496, Dachreiter über dem Westgiebel, Langhaus barock umgebaut; mit Ausstattung | D-1-76-138-90 Wikidata | weitere Bilder |

### Hirnstetten
| Lage                      | Objekt                                | Beschreibung | Akten-Nr.              | Bild           |
| ------------------------- | ------------------------------------- | --- | ---------------------- | -------------- |
| Kohlschlag (Standort)     | Wegkapelle                            | 18./19. Jahrhundert; mit Ausstattung; am Weg zum Furthof. | D-1-76-138-98 Wikidata | weitere Bilder |
| Limesstraße 11 (Standort) | Katholische Filialkirche St. Leonhard | Saalbau mit Steildach, Chorturmanlage im Kern spätgotisch, gedrungener Turm mit Treppengiebel, 16. Jahrhundert, Langhaus neu errichtet von Gabriel de Gabrieli, 1743; mit Ausstattung | D-1-76-138-97 Wikidata | weitere Bilder |

### Irlahüll
| Lage                         | Objekt                                        | Beschreibung | Akten-Nr.               | Bild                       |
| ---------------------------- | --------------------------------------------- | --- | ----------------------- | -------------------------- |
| Erlenstraße 1 (Standort)     | Katholische Pfarrkirche Mariä Heimsuchung     | Saalbau mit Walmdach im Kern spätgotisch mit Chorturm, Langhaus barockisiert, 1742–1752, Erweiterung des Baus nach Westen, 1852; mit Ausstattung; Friedhofs-Ostmauer mit Tympanon einer Sakramentsnische, Werkstatt Loy Herings, um 1530/50. | D-1-76-138-99 Wikidata  | weitere Bilder             |
| Erlenstraße 3 (Standort)     | Ehemaliges Bauernhaus                         | zweigeschossiger Wohnstallbau mit hohem Kniestock und Kalkplattendach, Lüftungsluken, vertikale Putzgliederung, erste Hälfte 19. Jahrhundert.                                                                                                | D-1-76-138-100 Wikidata | weitere Bilder             |
| Erlenstraße 6 (Standort)     | Ehemaliges Austragshaus                       | schmaler zweigeschossiger Fachwerkbau mit Flachsatteldach, zweite Hälfte 19. Jahrhundert. | D-1-76-138-103 Wikidata | weitere Bilder             |
| Erlenstraße 20 (Standort)    | Fachwerkstadel                                | giebelseitig erschlossener Bau mit Satteldach, Lüftungsluken, Anfang 19. Jahrhundert. | D-1-76-138-102 Wikidata | weitere Bilder             |
| Erlenstraße 21 (Standort)    | Wohnstallhaus eines ehem. Ackerbürgeranwesens | zweigeschossiges Gebäude in Jurabauweise mit Flachsatteldach und Kniestock, teilweise Fachwerk, um 1790, Fassade später vereinfacht | D-1-76-138-169 Wikidata | weitere Bilder             |
| Kindinger Weg 2 (Standort)   | Ehemaliges Kleinbauernhaus                    | kleiner zweigeschossiger Satteldachbau mit Kalkplatten, oberes Geschoss und Giebel mit Fachwerk, erste Hälfte 19. Jahrhundert. | D-1-76-138-104 Wikidata | Ehemaliges Kleinbauernhaus |
| Kreisstraße 16 (Standort)    | Bauernhof                                     | Wohnstallhaus, stattlich, mit Speicheröffnungen und Kalkplattendach, 18./frühes 19. Jahrhundert; Fachwerkscheune mit Kalkplattendach, gleichzeitig.                                                                                          | D-1-76-138-101 Wikidata | BW                         |
| Leonhardstraße 12 (Standort) | Scheune                                       | Fachwerkbau und verbretterter Ständerbau, Satteldach, traufseitig erschlossen, 18./19. Jahrhundert. | D-1-76-138-105 Wikidata | Scheune                    |
| Nähe Bucher Weg (Standort)   | Wegkapelle Hl. Dreifaltigkeit                 | kleiner Putzbau mit Flachsatteldach, Ende 19. Jahrhundert; an der Straße nach Buch. | D-1-76-138-107 Wikidata | weitere Bilder             |

### Kemathen
| Lage                       | Objekt                  | Beschreibung                                                                                           | Akten-Nr.               | Bild           |
| -------------------------- | ----------------------- | --- | ----------------------- | -------------- |
| In Kemathen (Standort)     | Ortskapelle Hl. Familie | kleiner Saalbau mit Steildach und Dachreiter, drei Fensterachsen, 19./20. Jahrhundert; mit Ausstattung | D-1-76-138-137 Wikidata | weitere Bilder |
| Obere Sandäcker (Standort) | Wegkapelle Hl. Maria    | 19. Jahrhundert; an der Straße nach Kinding.                                                           | D-1-76-138-138 Wikidata | weitere Bilder |

### Krut
| Lage                     | Objekt                               | Beschreibung | Akten-Nr.               | Bild           |
| ------------------------ | ------------------------------------ | --- | ----------------------- | -------------- |
| In Krut (Standort)       | Katholische Filialkirche St. Clemens | Saalbau mit Steildach und Chorturm, Ende 17. /Anfang 18. Jahrhundert errichtet, 1922 erweitert; mit Ausstattung                                        | D-1-76-138-110 Wikidata | weitere Bilder |
| Teich (Standort)         | Kapellenbildstock                    | kleiner Putzbau mit Satteldach, 20. Jahrhundert; am Feldweg von Krut nach Attenzell.                                                                   | D-1-76-138-113 Wikidata | weitere Bilder |
| Zum Birktal 2 (Standort) | Scheune                              | langgestreckter Bau mit hohem Kniestock und Kalkplattendach, mit Zierfachwerk und zwei Hoftoren traufseitig erschlossen, erste Hälfte 19. Jahrhundert. | D-1-76-138-112 Wikidata | Scheune        |

### Oberemmendorf
| Lage                                 | Objekt                          | Beschreibung | Akten-Nr.               | Bild           |
| ------------------------------------ | ------------------------------- | --- | ----------------------- | -------------- |
| Am Kirchweg (Standort)               | Bildstock                       | Kalksteinpfeiler mit vierseitigem Bildtabernakel, Helmdach und Kugel, Stifterinschrift, bezeichnet mit dem Jahr 1625; südlich der Straße nach Irfersdorf am Feldweg.                                                       | D-1-76-138-119 Wikidata | weitere Bilder |
| An der Kreisstraße 5 (Standort)      | Kleinbauernhof                  | Wohnstallhaus, erdgeschossiger Massivbau traufständig zur Straße gelegen, mit hohem Kniestock und Kalkplattendach, Lüftungsluken, erste Hälfte 19. Jahrhundert; Stadel, Ständerbohlenbau, mit Satteldach, 18. Jahrhundert. | D-1-76-138-115 Wikidata | weitere Bilder |
| An der Kreisstraße 10 (Standort)     | Kapelle                         | Saalbau mit Steildach, zwei Fensterachsen, mit westlichem Eingangsturm, 19./20. Jahrhundert; mit Ausstattung | D-1-76-138-114 Wikidata | weitere Bilder |
| An der Kreisstraße 17 (Standort)     | Bauernhaus                      | zweigeschossiges Wohnstallhaus mit hohem Kniestock, Satteldach, Aufzugs- und Lüftungsluken, 18. Jahrhundert. | D-1-76-138-116 Wikidata | weitere Bilder |
| Nähe Bucher Weg (Standort)           | Bildstock (Maria-Hilf-Kapelle?) | 19. Jahrhundert; mit Ausstattung; südlich der Straße nach Irlahüll. | D-1-76-138-120 Wikidata | weitere Bilder |
| Nähe Unteremmendorfer Weg (Standort) | Wegkapelle Hl. Dreifaltigkeit   | 19./20. Jahrhundert; am Ortsausgang, Richtung Irfersdorf. | D-1-76-138-118 Wikidata | weitere Bilder |

### Pfahldorf
| Lage                           | Objekt                                     | Beschreibung | Akten-Nr.               | Bild           |
| ------------------------------ | ------------------------------------------ | --- | ----------------------- | -------------- |
| Alte Hauptstraße 12 (Standort) | Katholische Pfarrkirche St. Johann Baptist | mittelalterliche Chorturmanlage, Turmhelm mit glasierten Ziegeln, 1689, Saalkirche mit Walmdach, Neubau von Domenico Barbieri, 1760/61; mit Ausstattung; Friedhofsmauer, ehemalige Kirchhofbefestigung, mittelalterlich. | D-1-76-138-121 Wikidata | weitere Bilder |
| Alte Hauptstraße 20 (Standort) | Scheune                                    | Fachwerkbau mit hohem Kniestock und Satteldach, traufseitig erschlossen, erste Hälfte 19. Jahrhundert. | D-1-76-138-122 Wikidata | weitere Bilder |
| St 2336 (Standort)             | Wegkapelle                                 | 19. Jahrhundert; an der Straße nach Hirnstetten. | D-1-76-138-123 Wikidata | weitere Bilder |

### Schambach
| Lage                       | Objekt                                                  | Beschreibung | Akten-Nr.               | Bild           |
| -------------------------- | ------------------------------------------------------- | --- | ----------------------- | -------------- |
| Mühlenstraße 16 (Standort) | Ehemaliger Pfarrhof                                     | Ehem. Pfarrhof, zweigeschossiger rechteckiger Massivbau mit hohem Kniestock und flachem Satteldach, 1793; mit angebautem Stadel, Satteldachbau, Obergeschoss Fachwerk, 1. Viertel 19. Jh.                                                                | D-1-76-138-125 Wikidata | weitere Bilder |
| Mühlenstraße 18 (Standort) | Katholische Filialkirche und Wallfahrtskirche Hl. Kreuz | Saalbau mit Steildach und eingezogenem dreiseitig geschlossenem Chor, von Domenico Barbieri, 1755/56, Turm im Kern mittelalterlich mit oktogonalem Aufbau und Glockenhaube; mit Ausstattung; Friedhofskapelle, 16./17. Jahrhundert; ummauerter Friedhof. | D-1-76-138-124 Wikidata | weitere Bilder |
| Rothenfeld (Standort)      | Wiesenkapelle St. Helena                                | kleiner kubenförmiger Bau mit Walmdach und Umlauf, barocke Putzgliederung, über dem Gnadenbrünnlein erbaut, um 1724, bei der Lohmühle; mit Ausstattung                                                                                                   | D-1-76-138-127 Wikidata | weitere Bilder |

### Schloßhof
| Lage                | Objekt        | Beschreibung | Akten-Nr.              | Bild           |
| ------------------- | ------------- | --- | ---------------------- | -------------- |
| Schloß 1 (Standort) | Burg Arnsberg | Burg Arnsberg, Reste der Hauptburg und des Bergfrieds, erste Hälfte 13. Jahrhundert; Vorburg mit zweigeschossigem langgestrecktem ehemaligem Bauernhof, jetzt Hotel, bezeichnet mit dem Jahr 1578; zweigeschossige Scheune mit Fachwerk, Legschieferdach, an der Westseite, 16./17. Jahrhundert; Reste der Kapelle St. Georg, wohl Anfang 19. Jahrhundert; Marienkapelle, 1921; mit Ausstattung; ehemaliges Bauernhaus, zweigeschossiger Massivbau mit Satteldach an der Ostseite, heute Tagungshaus, bezeichnet mit dem Jahr 1869; Befestigungsmauern, Burgtor, Grabenanlagen, mittelalterlich. | D-1-76-138-44 Wikidata | weitere Bilder |

### Schelldorf
| Lage                              | Objekt                                 | Beschreibung | Akten-Nr.               | Bild           |
| --------------------------------- | -------------------------------------- | --- | ----------------------- | -------------- |
| Am Anger 2 (Standort)             | Katholische Pfarrkirche St. Laurentius | romanische Chorturmanlage, Turmuntergeschoss um 1190, Saalbau mit Steildach, Langhausneubau, 1708; mit Ausstattung               | D-1-76-138-130 Wikidata | weitere Bilder |
| Au (Standort)                     | Bildstock                              | 1872 18.9.2021: vor Ort nicht aufgefunden                                                                                        | D-1-76-138-133 Wikidata | BW             |
| Au (Standort)                     | Wegkapelle                             | kleiner rechteckiger Putzbau mit Satteldach, 19. Jahrhundert; am Fußweg nach Biberg.                                             | D-1-76-138-134 Wikidata | weitere Bilder |
| Kirchenweg 1 (Standort)           | Wappenstein                            | mit fürstbischöflichen Insignien, bezeichnet mit dem Jahr 1631; im Eingangsbereich des neuen Pfarr- und Jugendheims eingelassen. | D-1-76-138-132 Wikidata | Wappenstein    |
| Nähe Kreisstraße EI 11 (Standort) | Wegkapelle                             | kleiner rechteckiger Putzbau mit Steildach, 1 Fensterachse, Anfang 20. Jahrhundert.                                              | D-1-76-138-131 Wikidata | weitere Bilder |
| Schulstraße 20 (Standort)         | Kirche St. Laurentius                  | mit historischer Ausstattung | D-1-76-138-129 Wikidata | BW             |

## Abgegangene Baudenkmäler
In diesem Abschnitt sind Objekte aufgeführt, die früher einmal in der Denkmalliste eingetragen waren, jetzt aber nicht mehr existieren, z. B. weil sie abgebrochen wurden. Aktennummern in diesem Abschnitt sind ehemalige, jetzt nicht mehr gültige Aktennummern.

| Lage                                           | Objekt                     | Beschreibung | Akten-Nr.               | Bild     |
| ---------------------------------------------- | -------------------------- | --- | ----------------------- | -------- |
| Kipfenberg Burg 1 ()                           | Wohnhaus in Fertigbauweise | zweigeschossiger, quadratischer Holztafelbau mit Zeltdach (Typ Brigitte VI), reduzierter Historismus, 1926 von Richard Riemerschmid; vom ursprünglichen Standort in der Pullacher Gartenstadt (Ahornallee 10) 1983 abgebaut, 1987 im Bereich der Vorburg von Burg Kipfenberg wieder errichtet, später transloziert nach Kochel am See, Mittenwalder Straße 52 | D-1-76-138-167          |          |
| Kipfenberg Burgstraße 1 (Standort)             | Kleinhaus                  | erdgeschossig, mit Steilsatteldach und Zwerchgiebel, um 1840. | D-1-76-138-2 Wikidata   | BW       |
| Kipfenberg Försterstraße 22 (Standort)         | Wohnhaus                   | eingeschossiger Schopfwalmdachbau mit Kniestock, Zwerchhausrisalit und historisierender Fassadengliederung mit Eckquaderung, über dem Türsturz bezeichnet mit dem Jahr 1908. | D-1-76-138-142 Wikidata | Wohnhaus |
| Buch Am Spielplatz 4 (Standort)                | Scheune                    | Massivbau, Giebel in Fachwerkbauweise, erste Hälfte 19. Jahrhundert. Das Baudenkmal ist vor Ort nicht mehr anzutreffen (2021), offensichtlich vor Jahren abgebrochen. | D-1-76-138-84 Wikidata  | BW       |
| Grösdorf Engelgrösdorfer Straße 2 a (Standort) | Wohnstallhaus              | zweigeschossiger Massivbau, mit hohem Kniestock und Kalkplattendach, 18. Jahrhundert. 2020 abgebrochen | D-1-76-138-92 Wikidata  | BW       |
| Irlahüll ()                                    | Wegkapelle                 | erste Hälfte 19. Jahrhundert; mit Ausstattung; am Ortsausgang, Richtung Oberemmendorf. Das Baudenkmal ist vor Ort nicht mehr anzutreffen (2021), offensichtlich vor Jahren abgebrochen. | D-1-76-138-106 Wikidata |          |